# 溪底寮
溪底寮，原寫為溪底藔，是臺灣臺南市北門區的一個傳統地域名稱，其為傳統學甲十三庄之一，位於該區域的南邊。相較於今日行政區，其範圍大致包括文山里、玉港里西南端、北門里東南端、慈安里、三光里，以及學甲區中洲里西北部凸出部分的南端、將軍區長沙里北部西側凸出部分的東端。

## 歷史
臺灣日治初期，溪底寮地區為一（舊制）街庄，稱為「溪底藔庄」，隸屬於學甲堡。該庄昔日西北隔淺海與北門嶼庄所屬沙洲新北港為界，北隔溪流及陸地與北門嶼庄本土為界，東與中洲庄為界，南邊隔將軍溪與將軍庄、山仔腳庄為界，西南邊隔淺海與山仔腳庄所屬沙洲青山港為界。該庄西邊的新北港、青山港之間雖有水道連通臺灣海峽，但在行政區劃上該水道分屬於北鄰北門嶼庄及南鄰山仔腳庄。
1901年（日治明治三十四年）11月，全臺廢縣廳改設二十廳，該庄隸屬於鹽水港廳。1903年（明治三十六年）6月，該庄編入「中洲區」，隸屬於鹽水港廳。1909年（明治四十二年）10月，合併二十廳為十二廳，中洲區改隸屬於臺南廳。1920年（大正九年），全臺地方制度大改正，廢十二廳改設五州二廳，該庄改制並雅化為「溪底寮」大字，隸屬於臺南州北門郡北門庄（新制街庄）。
戰後北門庄改制為北門鄉，隸屬於臺南縣，大字亦改制為村。1950年10月，雲、嘉、南分治，北門鄉仍隸屬於臺南縣。2010年12月25日，臺南縣市合併，北門鄉改制為北門區，隸屬於新成立的直轄市臺南市，村亦改制為里。

## 聚落
本地區發展較早的聚落有二重港、溪底藔、三藔灣、蘆竹溝等，在日治期初期的官方地圖上已有記載。

## 交通
省道台17線又稱「西部濱海公路」，是臺中市清水區甲南至屏東縣枋寮鄉水底寮的幹道，經過本地區溪底藔聚落東側。由該道向北北西可繞過北門區北門市區東側以前往嘉義縣布袋鎮、東石鄉、雲林縣口湖鄉西部、四湖鄉西部等地；向南可前往將軍區、七股區、安南區、臺南市市區等地。
省道台61線又稱「西部濱海快速公路」，目前通車路段北起新北市八里區臺北港，南至臺南市七股區九塊厝，經過本地區西部，並在本地區縣道174號交會口設有三寮灣交流道。由此可快速前往台灣西部沿海各地。
省道台84線又稱「東西向快速公路－北門玉井線」。
市道173甲線是北門區蘆竹溝至七股區九塊厝的道路。
市道174號是北門區蘆竹溝至東山區橫路的道路。
區道南9線是保吉至二重港的道路。
區道南10線是井仔腳至西山的道路。
區道南15線是北門至三寮灣的道路。

## 學校
- 文山國小
- 三慈國小

## 公務機構
- 文山派出所

## 產業
- 北門漁港（位於蘆竹溝聚落）

## 圖集

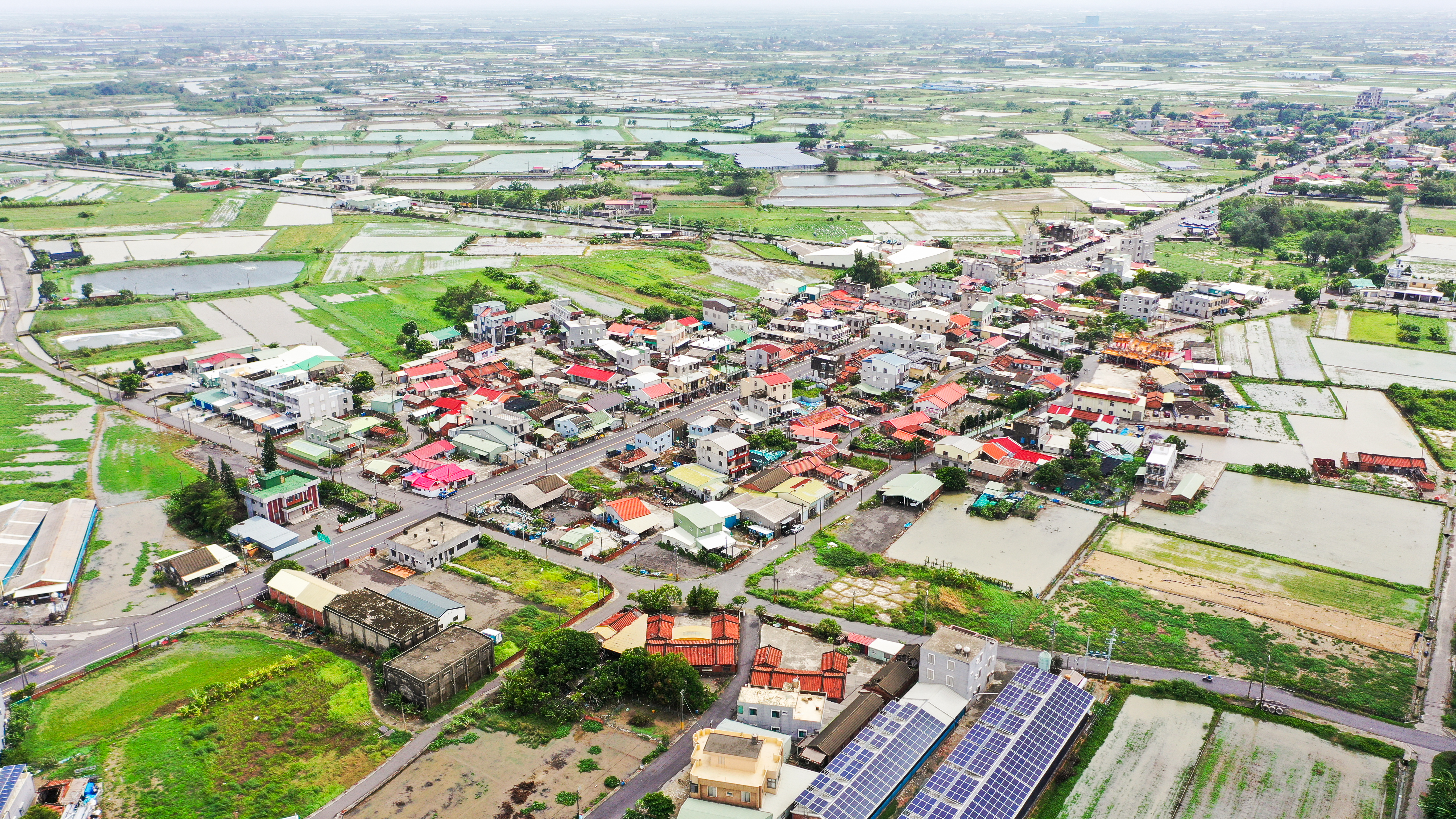
臺南市學甲區溪底寮空拍圖1
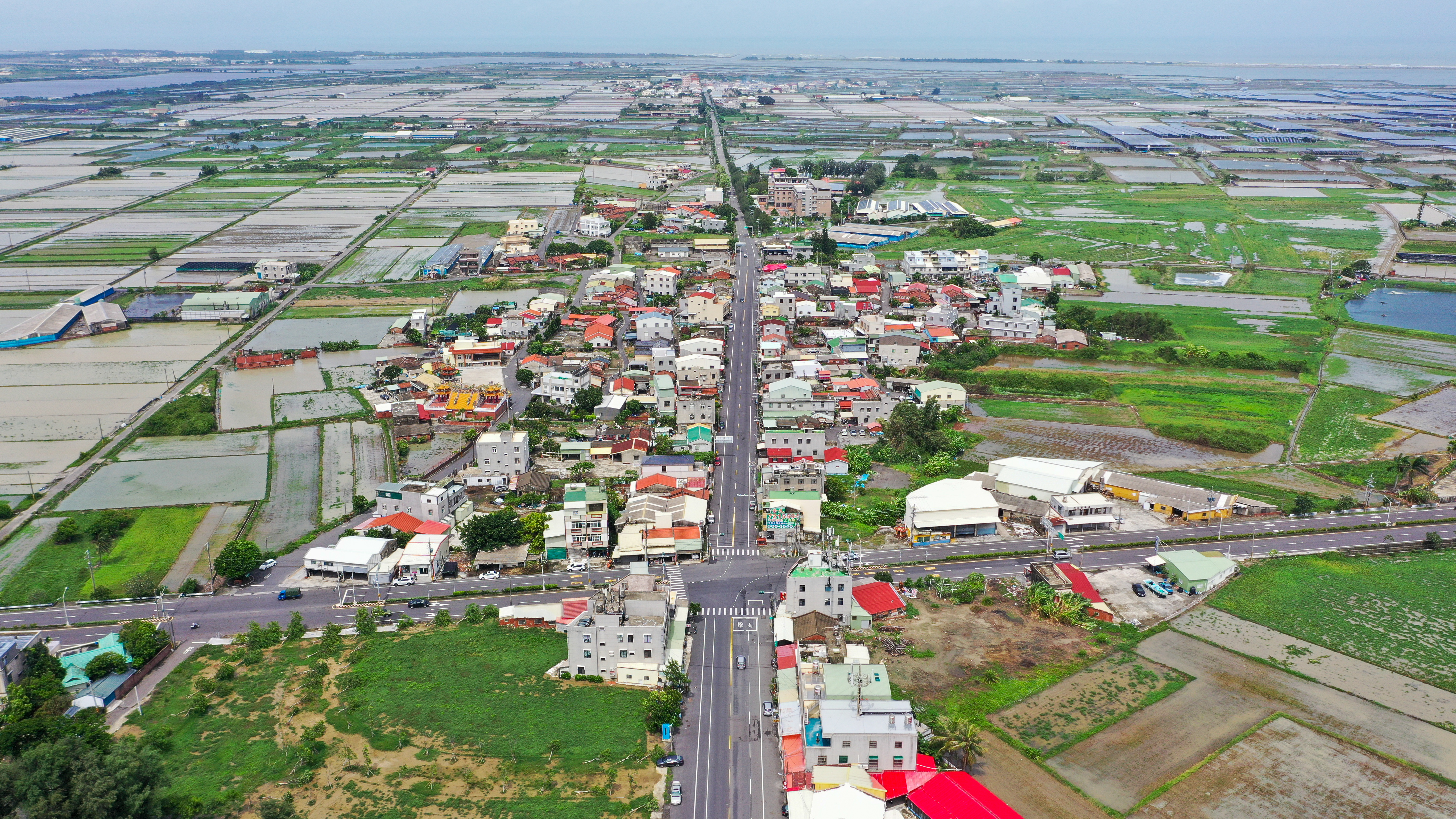
臺南市學甲區溪底寮空拍圖2
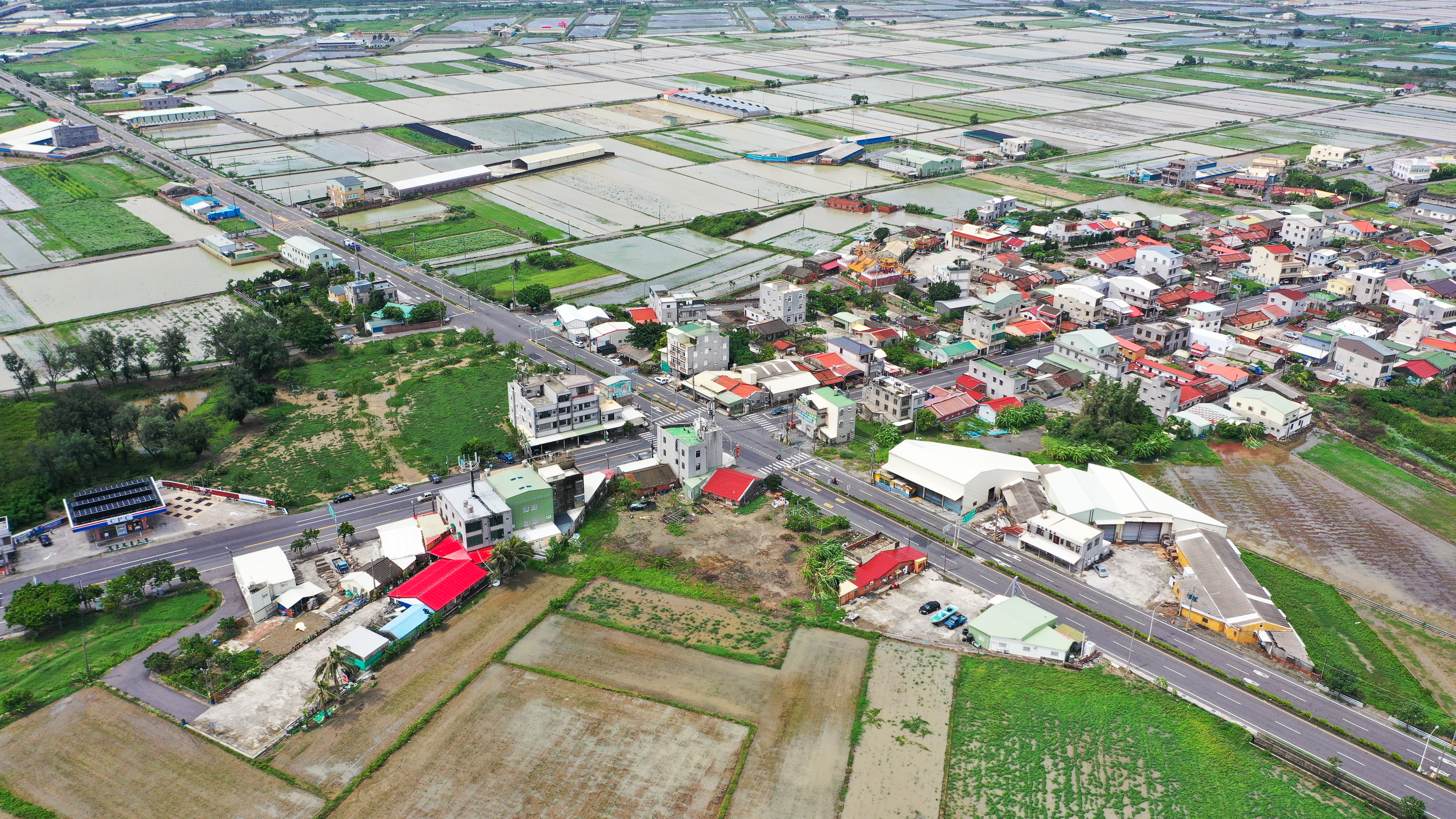
臺南市學甲區溪底寮空拍圖3